# Kew (Victoria)

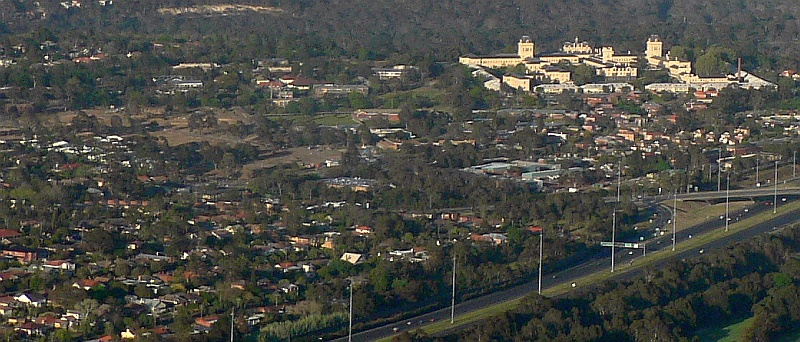
Flugaufnahme des Nordteils von Kew

Kew ist ein Stadtteil der australischen Stadt Melbourne. Er befindet sich 6 km östlich des Stadtzentrums und ist mit über 24.000 Einwohnern einer der bevölkerungsreichsten.

## Geschichte
Die Geschichte des Stadtteils begann mit der Inbetriebnahme einer Wassermühle am Yarra River im Jahr 1840. 1851 stelle die englische Krone die Gegend des heutigen Kew zum Verkauf. Einer der Käufer, Nicholas Fenwick, errichtete Straßen, unterteilte das Grundstück und benannte es nach dem Londoner Stadtteil Kew. Der neue Stadtteil war bald unter Angehörigen der Oberschicht beliebt. Es wurden Geschäfte und mehrere Kirchen gegründet. Zwischen 1910 und dem Zweiten Weltkrieg verdreifachte sich die Einwohnerzahl von Kew.
Von 1921 bis 1994 bildete Kew eine eigene Local Government Area, danach wurde es an die City of Boroondara angeschlossen.

## Söhne und Töchter des Stadtteils
- Glenn Maxwell (* 1988), Cricketspieler